# Anna Franziska Benda
Anna Franziska Benda, també Anna Franziska Hattasch o Anna Franziska Hataš, (Alt-Benatek, Bohèmia 26 de maig, 1728 - Gotha, 15 de febrer, 1781), va ser una cantant (soprano) bohèmia-alemanya de la família de músics Benda.

## Biografia
Anna Franziska Benda era la filla més petita i única noia del teixidor de lli i músic Hans Georg Benda i la seva dona Dorothea Brixi. Els seus germans František, Jan i Joseph Benda ja eren violinistes a l'orquestra de la cort de Frederic el Gran quan, gràcies a la seva intervenció, els pares van viatjar de Bohèmia a Potsdam amb els seus tres fills petits (inclosos Viktor Benda i Georg Anton Benda) el 1742. Aquí Anna Franziska va rebre lliçons de cant del seu germà František, que ja havia rebut una bona formació com a noi de cor, igual que les seves filles Wilhelmine, Maria Carolina i Juliane Benda, però també Guillemina de Prússia, germana de Frederic II.
El 1750, Anna Franziska Benda va seguir el seu germà Georg Anton a Gotha, que recentment havia rebut un lloc allà com a director de música de la cort, i també va ser acceptat com a cantant de cambra de la cort. La seva veu de soprano pura, amb la qual va poder mantenir notes durant un temps inusualment llarg, així com la seva tècnica especial de tril van ser esmentades com a destacades en la literatura contemporània. El seu germà Georg Anton va utilitzar aquest talent després del seu viatge educatiu a Itàlia (1765) per interpretar la seva òpera italiana Xiudo riconosciuto i les àries italianes.
El 1751, Anna Franziska Benda es va casar amb el violinista i posteriorment director de la cort Hataš. Els seus tres fills també es van convertir en músics. Es diu que Heinrich Christoph Hattasch va compondre l'òpera Der Barbier von Bagdad  i altres obres escèniques. Anna Franziska Hattasch també va donar classes de cant, no només als fills del seu germà Hermann Christian, Justina i Carl Ernst Eberhard, sinó també temporalment a la posterior actriu, cantant i compositora Minna (Charlotte Wilhelmine Franziska) Brandes, filla de l'actor i poeta Johann Christian Brandes.